# 12. Infanterie-Division
12. Infanterie-Division var ett tyskt infanteriförband under andra världskriget.
Förbandet kapitulerade till Röda armén vid Minsk 27 juni 1944. I juli samma år återorganiserades divisionen som 12. Volksgrenadier-Division.

## Befälhavare
- Generalleutnant Ludwig von der Leyen (1 sep 1939 - 10 mar 1940)
- Generalmajor Walter von Seydlitz-Kurzbach (10 mar 1940 - 1 jan 1942)
- Oberst Karl Hernekamp (1 jan 1942 - 1 mar 1942)
- Generalmajor Gerhard Müller (1 mar 1942 - 9 mar 1942)
- Generalmajor Kurt-Jürgen von Lützow (9 mar 1942 - 11 juli 1942)
- Oberst Wilhelm Lorenz (11 juli 1942 - 20 juli 1942)
- Generalleutnant Kurt-Jürgen von Lützow (20 juli 1942 - 25 maj 1944)
- Generalleutnant Curt Jahn (25 maj 1944 - 4 juni 1944)
- Generalleutnant Rudolf Bamler (4 juni 1944 - 27 juni 1944)

## Organisation
- 27. infanteriregementet
- 48. infanteriregementet
- 89. infanteriregementet
- 12. artilleriregementet
- 45. artilleriregementet, en bataljon
- 12. pansarjägarbataljonen
- 12. spaningsbataljonen
- 12. signalbataljonen
- 12. pionjärbataljonen
- träng- och tygförband